# Трубіж (село)
Трубіж (рос. Трубеж) — село в Обоянському районі Курської області Російської Федерації.
Населення становить 573 особи. Входить до складу муніципального утворення Усланська сільрада.

## Історія
Населений пункт розташований на території українського етнічного та культурного краю Східна Слобожанщина.
Від 2004 року входить до складу муніципального утворення Усланська сільрада.

## Населення
| 2002 | 2010 |
| ---- | ---- |
| 536  | ↗573 |